# ميتال جير أسيد 2
ميتال جير أسيد 2 (بالإنجليزية: Metal Gear Acid 2)‏ هي لعبة فيديو من نوع تسلل، تاريخ صدورها هو 8 ديسمبر 2005 . وهي متوفرة على أجهزة بلاي ستيشن بورتبل . اللعبة من تطوير كوجيما برودكشنز وهي من نشر كونامي .